# Chrysosoma nanlingense
Chrysosoma nanlingense är en tvåvingeart som beskrevs av Zhu och Yang 2005. Chrysosoma nanlingense ingår i släktet Chrysosoma och familjen styltflugor. Inga underarter finns listade i Catalogue of Life.